# (500080) 2011 WV134
(500080) 2011 WV134 es un asteroide que forma parte de los asteroides Apolo, descubierto el 30 de noviembre de 2011 por el equipo del Catalina Sky Survey desde el Catalina Sky Survey, Arizona, Estados Unidos.

## Designación y nombre
Designado provisionalmente como 2011 WV134.

## Características orbitales
2011 WV134 está situado a una distancia media del Sol de 2,783 ua, pudiendo alejarse hasta 4,673 ua y acercarse hasta ,8930 ua. Su excentricidad es 0,679 y la inclinación orbital 6,046 grados. Emplea 1696,02 días en completar una órbita alrededor del Sol.
Los próximos acercamientos a la órbita terrestre se producirán el 3 de marzo de 2026, el 27 de marzo de 2040 y el 7 de junio de 2054, entre otros.

## Características físicas
La magnitud absoluta de 2011 WV134 es 17,2.